# 刘继潮
刘继潮（1944年—），男，安徽合肥人，中国美术家协会会员，安徽大学教授。

## 生平
1967年毕业于安徽师范大学（原合肥师范学院）艺术系美术专业，1983年结业于中央美术学院国画系研修班。2002年任安徽省美术家协会副主席，2005年任安徽大学艺术学院首任院长、硕士生导师。

## 社会兼职
中国美术家协会会员，安徽省美术家协会副主席，中国文艺评论家协会会员，安徽省文艺评论家协会副主席，安徽省美术理论研究会会长。

## 作品参展及获奖
- 1989年，作品《选择》入选全国第七届美术作品展览
- 1993年，作品《迹》获全国首届中国山水画展览优秀奖
- 1994年，作品《九华日志》入选全国第八届美术作品展览
- 2005年，《构建古典山水画空间理论的话语体系--释“以大观小”的思维智慧》获第五届中国文联文艺评论奖优秀理论文章三等奖[3]
- 2014年，《游观-中国古典绘画空间本体诠释》获第二届“中国美术奖•理论评论奖”二等奖[4]